# Zadrga
Zadrga je mehanizem, ki je sestavljen iz dveh zobčastih zapiralnih verižic (zapenjač), ki ju mehanično spenjamo ali odpenjamo z drsnikom in na tak način združimo ali ločimo dva ločena kosa blaga ali podobnega upogljivega materiala. Vsaka verižica se konča s končnikom, ki preprečuje, da bi drsnik zdrsnil z njiju.
Po navadi se zadrga uporablja na hlačah in na sprednjem delu oblačil, kot so jopica, bluza, bunda, jakna, anorak. Izjemoma se uporablja tudi za spoje drugih delov tekstila, ki niso namenjeni obleki : deli šotora se lahko spajajo z zadrgo, po navadi pa so zadrge na ženskih ročnih torbicah, šolskih torbah, aktovkah in na etuijih (za dežnik, sončna očala, itd). Tudi nekatera obuvala imajo zadrgo - škornji in moderni čevlji. Poznamo zadrge, ki imajo kovinske zobce - in zadrge, ki imajo plastične. Nekoč, ko zadrge še niso izumili, so njeno funkcijo opravljali gumbi, vezalke, pasovi in trakovi.
Plastično zadrgo je izumil slovenski inovator in izumitelj Peter Florjančič.